# NGC 7338
NGC 7338 — двойная звезда в созвездии Пегас.
Этот объект входит в число перечисленных в оригинальной редакции «Нового общего каталога».